# Волим те, Бет Купер
Волим те, Бет Купер (енгл. I Love You, Beth Cooper) је америчка романтична комедија из 2009. године у режији Криса Коламбуса. Темељи се на истоименом роману Ларија Дојла, а главне улоге тумаче Хејден Панетијер и Пол Руст. Приказан је 10. јула 2009. године.

## Радња
Штребер-матурант објављује своју љубав најпопуларнијој девојци у школи — Бет Купер — током свог матурантског говора. На његово изненађење, Бет се те ноћи појави на његовим вратима, одлучна да му покаже најбољу ноћ у његовом животу.

## Улоге
| Глумац            | Улога             |
| ----------------- | ----------------- |
| Хејден Панетијер  | Бет Купер         |
| Пол Руст          | Денис Куверман    |
| Џек Карпентер     | Рич Манш          |
| Лорен Лондон      | Ками              |
| Лорен Сторм       | Трејси            |
| Шон Робертс       | Кевин             |
| Алан Рак          | господин Куверман |
| Синтија Стивенсон | госпођа Куверман  |
| Џаред Кисо        | Дастин            |
| Брендан Пени      | Шон               |
| Мари Авгеропулос  | Воли Вули         |
| Џош Емерсон       | Грег Салога       |